# Oldenburgare
Oldenburgaren är en hästras som började utvecklas under 1600-talet i grevskapet Oldenburg i Tyskland. Få raser har förändrats fram och tillbaka som oldenburgaren, som började som en enormt stor vagnshäst för att ändras till mindre ridhäst, sedan tillbaka till vagnshäst och tillbaka till ridhäst igen. Uppfödarna anpassade oldenburgaren efter marknaden utan att förstöra oldenburgarens lugna typ. Oldenburgaren är en högrest häst med otroligt fina rörelser som passar utmärkt inom ridsporten. 

## Historia
Oldenburgaren är grundad på de gamla östfrisiska hästarna som levde i nuvarande delstaten Niedersachsen vid floden Weser och i Holland. Det var den store hästkännaren och hästuppfödaren greve Anton Günther av Oldenburg som började utveckla rasen till en körhäst som också kunde användas i jordbruket. Anton Günther använde importerade spanska och napolitanska hästar i sin avel, varav båda har sina rötter i den orientaliska berberhästen. Grevens favorithäst var en vit hingst vid namn Kranich med typiska spanska drag. 

Under 1700-talet var oldenburgaren en tung vagnshäst med kraftigt utåtbuktande nosprofil och kallades för Karossierpferd. Men mot mitten av 1700-talet förvandlades rasen genom avel med engelska halvblodshästar och senare under slutet av 1800-talet även med engelskt fullblod för att få fram elegantare vagnshästar som även kunde ridas och senare även utvecklas till dagens betydligt elegantare rid- och körhäst. Även de slanka och smidiga norfolktravarna importerades från England för att användas i aveln. Efter detta avlades hästarna utan influenser utifrån i cirka 100 år. 

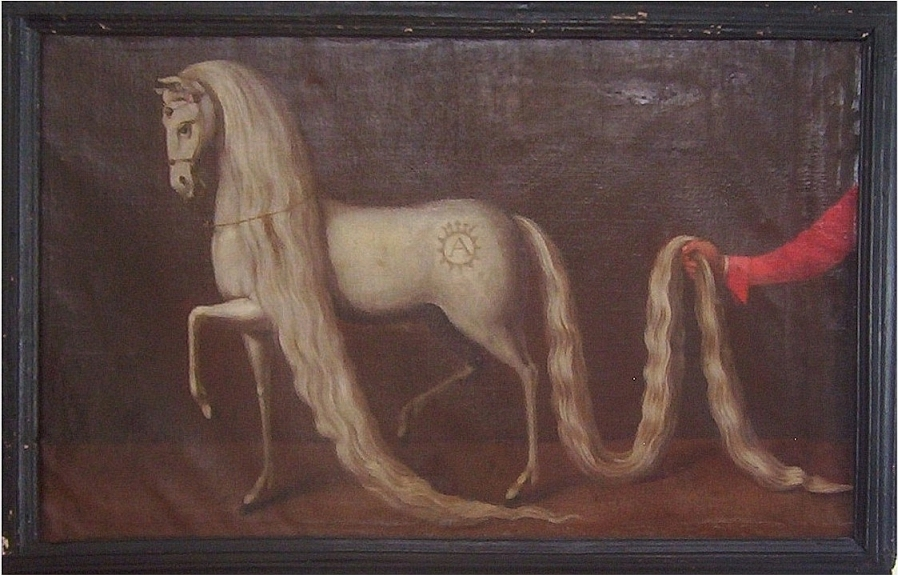
Greve Anton Günthers favorithäst Kranich.

Runt år 1897 började uppfödarna återigen korsa hästarna med engelska fullblod. Förutom fullblodshästarna korsades oldenburgarna med de brittiska vagnshästarna Cleveland Bay som även de hade sina rötter i de spanska hästarna. För att ge mer atletiska förmågor åt den nu mycket slankare och lättare oldenburgaren korsade man även i tyska hannoveranare. Men det största inflytandet under den här tiden blev de anglonormandiska hästarna som importerades från Frankrike, då speciellt en utvald hingst vid namn Norrman 700. Norrman var en anglonormandisk hingst som hade rötter i Norfolktravaren som i sin tur även gick tillbaka till en av det engelska fullblodets stamfäder, Darley Arabian. 
Efter första världskriget började uppfödarna återigen att satsa på de tunga hästarna och en stark och mångsidig häst som kunde användas både som arméhäst, likväl som vagnshäst, ridhäst och även inom jordbruket. Men den nygamla trenden höll inte speciellt länge och redan efter andra världskriget ändrades efterfrågan en gång till och uppfödarna koncentrerade sig på en ridhäst av allroundtyp. Stor och ganska tung men med fria rörelser och anlag för ridsport. Den anglonormandiska hingsten Condor var den som var den nya stora influensen på oldenburgaren. Condor hade mer än 70 % fullblod i sig. Även fullblodshingsten Lupus importerades till Tyskland för att användas i aveln. Sedan dess har all utavel av oldenburgare i stort sett skett med fullblod, ibland även hannoveranare. Rörelserna har förbättrats mycket hos oldenburgarna samtidigt som det lugna humöret behölls.

## Egenskaper

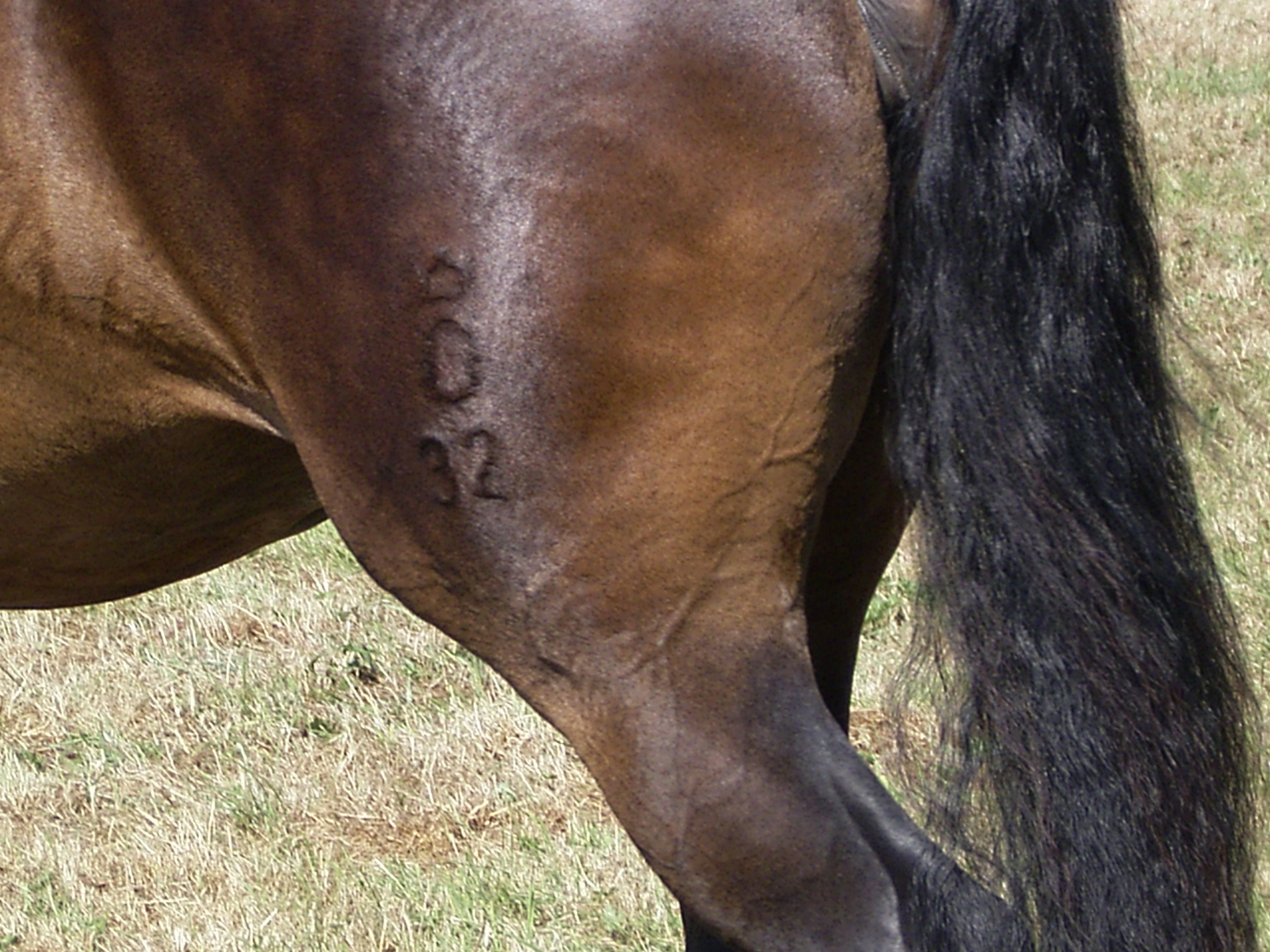
Brännmärket för Oldenburgare är ett O med krona.

Den moderna oldenburgaren har en mankhöjd på 165 – 180 centimeter och är med andra ord en ganska stor, högrest och pampig häst. Den är lämplig både som rid- och körhäst och har goda hoppegenskaper. Den är en stark allroundhäst och klarar stora tunga ryttare och lämpar sig väl för hoppning och fälttävlan. Trots inflytandet av fullblod är inte oldenburgaren speciellt snabb men genom hårde prestationsprov och noggrann systematisk avel har oldenburgaren fått näst intill perfekta rörelser som är mjuka, smidiga och rytmiska. 
Oldenburgaren känns igen mest på sina "romanska näsa", den riktigt utåtbuktande nosprofilen. Huvudet är dock vackert och proportionerligt. Ovanligt för europeiska varmblodshästar är även de hårda och sunda hovarna som oldenburgare ärvt från de spanska och orientaliska hästarna. Oldenburgaren är även populär för sitt lugna humör och tålamod.

### Webbkällor
- Hagen, Eva Eternell. ”Oldenburgare”. Aftonbladet. https://wwwc.aftonbladet.se/sport/ridsport/raser/olden.html. Läst 22 maj 2022.